# Вендотберґет
Вендотберґет (швед. Vändåtberget) — природний заповідник у Швеції, розміщений за 50 км північно-західніше від міста Ерншельдсвік. Заснований у 1989 році. Має площу 3,45 км2.
Ліс у цьому районі дуже мало постраждав від вирубки та іншої діяльності людини, частково через відсутність можливості сплаву деревини. Переважають заболочені хвойні ліси: соснові та ялинові, а також змішані з берези, верби та осики. Домінуючим типом лісу є чорничники. У природних лісах з великою кількістю старих і відмираючих дерев і на пройдених пожежами територіях гніздяться дятли та інші дуплогніздники, вони є також притулком для цікавих видів тварин і рослин, для життя яких потрібна гнила деревина.

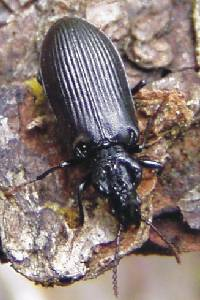
Pytho kolwensis

У старих лісах «Вендот» (швед. Vändåt) водяться жуки Pytho kolwensis (рід Pytho, родина Pythidae трухляків), які перебувають під загрозою вимирання. Також у заповіднику проживають вусачі Nothorhina muricata.
Походження назви «Вендот» — невідоме.

## Примітки

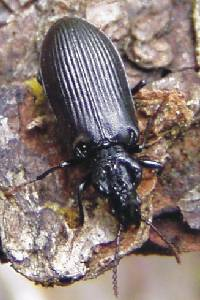
Жук Pytho kolwensis.